# Fenthion
Fenthion ist eine chemische Verbindung aus der Gruppe der Organophosphate, die als Insektizid eingesetzt wird.

## Geschichte
Fenthion wurde 1958 durch die Bayer AG entwickelt und 1960 auf den Markt gebracht.

## Eigenschaften
Fenthion gehört chemisch zur Gruppe der Thiophosphorsäureester und liegt als nur sehr schwer entzündliche, farb- und geruchlose, als technisches Produkt braune, ölige, leicht nach Knoblauch riechende, Flüssigkeit vor. In Wasser ist Fenthion praktisch unlöslich, jedoch löslich in den meisten organischen Lösungsmitteln.  Fenthion besitzt eine Viskosität von 42,4 mPa·s bei 20 °C. Es zersetzt sich ab einer Temperatur über 135 °C.

## Verwendung
Fenthion wird als Insektizid (Acetylcholinesterase-Inhibitor) zur Bekämpfung von Mücken, Flöhe und Zecken sowie als Avizid und Akarizid, so in der Fischzucht (Vergiftung von störenden Fischen oder Krebsen) eingesetzt. Es wirkt auch gegen bestimmte Pflanzen und ist für Vögel sehr giftig.
Fenthion ist auch als Zwischenprodukt bei der Herstellung anderer Chemikalien von Bedeutung.

## Zulassung
In den Staaten der EU und in der Schweiz sind keine Pflanzenschutzmittel mit diesem Wirkstoff zugelassen.

## Sicherheitshinweise
Es wird in den USA mit dem Rückgang zahlreicher Vogelpopulationen in Verbindung gebracht und ist wie alle Phosphorsäureester auch für den Menschen hochgiftig (Nervengift). Fenthion ist möglicherweise erbgutverändernd und kann durch die Haut aufgenommen werden. Es baut sich in der Umwelt nur langsam ab.

## Abgeleitete Verbindungen
| Fenthion-Derivate |                                                                     |                                                     |                                                                     |                                                                      |                                                                    |
| Name              | Fenthionsulfoxid                                                    | Fenthionsulfon                                      | Fenthionoxon                                                        | Fenthionoxonsulfoxid                                                 | Fenthionoxonsulfon                                                 |
| Andere Namen      | - O,O-Dimethyl-O-4-methylsulfinyl-m-tolylthiophosphat - Mesulfenfos | O,O-Dimethyl-O-4-methylsulfonyl-m-tolylthiophosphat | - O,O-Dimethyl-O-4-methylthio-m-tolylphosphat - Fenoxon - Fenthoxon | - O,O-Dimethyl-O-4-methylsulfinyl-m-tolylphosphat - Fenoxon-sulfoxid | - O,O-Dimethyl-O-4-methylsulfonyl-m-tolylphosphat - Fenoxon-sulfon |
| Strukturformel    |                                                                     |                                                     |                                                                     |                                                                      |                                                                    |
| Summenformel      | C10H15O4PS2                                                         | C10H15O5PS2                                         | C10H15O4PS                                                          | C10H15O5PS                                                           | C10H15O6PS                                                         |
| CAS-Nummer        | 3761-41-9                                                           | 3761-42-0                                           | 6552-12-1                                                           | 6552-13-2                                                            | 14086-35-2                                                         |
| EG-Nummer         | 621-029-0                                                           | 634-861-4                                           |                                                                     | 694-896-6                                                            | 694-887-7                                                          |
| ECHA-Infocard     | 100.149.919                                                         | 100.162.803                                         | 100.294.290                                                         | 100.223.162                                                          | 100.223.146                                                        |
| PubChem           | 19577                                                               | 19578                                               | 23046                                                               | 23047                                                                | 26449                                                              |
| Wikidata          | Q27266020                                                           | Q63396464                                           | Q81976302                                                           | Q27259645                                                            | Q83029905                                                          |
| Molare Masse      | 294,33 g/mol                                                        | 310,33 g/mol                                        | 262,26 g/mol                                                        | 278,26 g/mol                                                         | 294,26 g/mol                                                       |